# Duitsland op het Europees kampioenschap voetbal 2008
Duitsland was een van de deelnemende landen op het Europees kampioenschap voetbal 2008 in Zwitserland en Oostenrijk. Het was de zestiende deelname voor het land. Bij het vorige EK in Portugal (in 2004) werd Duitsland uitgeschakeld in de groepsfase, door Nederland en Tsjechië.

## Kwalificatie

### Kwalificatieduels
| 2 september 2006 | Duitsland  | 1 – 0  | Ierland    |
| 6 september 2006 | San Marino | 0 – 13 | Duitsland  |
| 11 oktober 2006  | Slowakije  | 1 – 4  | Duitsland  |
| 15 november 2006 | Cyprus     | 1 – 1  | Duitsland  |
| 24 maart 2007    | Tsjechië   | 1 – 2  | Duitsland  |
| 2 juni 2007      | Duitsland  | 6 – 0  | San Marino |
| 6 juni 2007      | Duitsland  | 2 – 1  | Slowakije  |
| 8 september 2007 | Wales      | 0 – 2  | Duitsland  |
| 13 oktober 2007  | Ierland    | 0 – 0  | Duitsland  |
| 17 oktober 2007  | Duitsland  | 0 – 3  | Tsjechië   |
| 17 november 2007 | Duitsland  | 4 – 0  | Cyprus     |
| 21 november 2007 | Duitsland  | 0 – 0  | Wales      |

### Eindstand groep D
| Land       | Wed | Win | Gel | Ver | DV | DT | +/– | Pnt |
| ---------- | --- | --- | --- | --- | -- | -- | --- | --- |
| Tsjechië   | 12  | 9   | 2   | 1   | 27 | 5  | +22 | 29  |
| Duitsland  | 12  | 8   | 3   | 1   | 35 | 7  | +28 | 27  |
| Ierland    | 12  | 4   | 5   | 3   | 17 | 14 | +3  | 17  |
| Slowakije  | 12  | 5   | 1   | 6   | 33 | 23 | +10 | 16  |
| Wales      | 12  | 4   | 3   | 5   | 18 | 19 | –1  | 15  |
| Cyprus     | 12  | 4   | 2   | 6   | 17 | 24 | –7  | 14  |
| San Marino | 12  | 0   | 0   | 12  | 2  | 57 | –55 | 0   |

## Wedstrijden op het Europees Kampioenschap
Duitsland werd bij de loting op 2 december 2007 ingedeeld in groep B. Groepshoofd is Oostenrijk, uit pot 2 kwam Kroatië, Duitsland kwam uit pot 3 en als laatste werd uit pot 4 Polen toegevoegd.

### Groep B
| Land       | Wed | Win | Gel | Ver | DV | DT | +/− | Pnt |
| ---------- | --- | --- | --- | --- | -- | -- | --- | --- |
| Duitsland  | 1   | 1   | 0   | 0   | 2  | 0  | +2  | 3   |
| Kroatië    | 1   | 1   | 0   | 0   | 1  | 0  | +1  | 3   |
| Polen      | 1   | 0   | 0   | 1   | 0  | 1  | -1  | 0   |
| Oostenrijk | 1   | 0   | 0   | 1   | 0  | 2  | -2  | 0   |

|                   |                                       |                  |       |                                                                                |
| 8 juni 2008 20:45 | Duitsland                             | 2 – 0            | Polen | Hypo-Arena, Klagenfurt Toeschouwers: 32.000 Scheidsrechter: Tom Henning Øvrebø |
| 8 juni 2008 20:45 | Lukas Podolski 20' Lukas Podolski 75' | wedstrijdverslag |       | Hypo-Arena, Klagenfurt Toeschouwers: 32.000 Scheidsrechter: Tom Henning Øvrebø |

|                    |                                |                  |                    |                                                           |
| 12 juni 2008 18:00 | Kroatië                        | 2 – 1            | Duitsland          | Hypo-Arena, Klagenfurt Scheidsrechter: Frank de Bleeckere |
| 12 juni 2008 18:00 | Darijo Srna 24' Ivica Olić 62' | wedstrijdverslag | Lukas Podolski 79' | Hypo-Arena, Klagenfurt Scheidsrechter: Frank de Bleeckere |

|                    |            |                  |                     |                            |
| 16 juni 2008 20:45 | Oostenrijk | 0 – 1            | Duitsland           | Ernst Happelstadion, Wenen |
| 16 juni 2008 20:45 |            | wedstrijdverslag | Michael Ballack 49' | Ernst Happelstadion, Wenen |

### Kwartfinale
|                        |                            |                    |                                                                   |                                                                             |
| 19 juni 2008 20:45 uur | Portugal                   | 2 – 3              | Duitsland                                                         | St. Jakob Park, Bazel Toeschouwers: 39,374 Scheidsrechter: Peter Fröjdfeldt |
| 19 juni 2008 20:45 uur | Nuno Gomes 40' Postiga 87' | (wedstrijdverslag) | 22' Bastian Schweinsteiger 26' Miroslav Klose 61' Michael Ballack | St. Jakob Park, Bazel Toeschouwers: 39,374 Scheidsrechter: Peter Fröjdfeldt |

### Halve finale
|                        |                                                        |                    |                                  |                                                                            |
| 25 juni 2008 20:45 uur | Duitsland                                              | 3 – 2              | Turkije                          | St. Jakob Park, Bazel Toeschouwers: 39,374 Scheidsrechter: Massimo Busacca |
| 25 juni 2008 20:45 uur | Schweinsteiger 26' Miroslav Klose 79' Philipp Lahm 90' | (wedstrijdverslag) | 21' Uğur Boral 86' Semih Şentürk | St. Jakob Park, Bazel Toeschouwers: 39,374 Scheidsrechter: Massimo Busacca |

### Finale
|                        |           |           |                     |                                                                                 |
| 29 juni 2008 20:45 uur | Duitsland | 0 – 1     | Spanje              | Ernst Happelstadion, Wenen Toeschouwers: 51.000 Scheidsrechter: Roberto Rosetti |
| 29 juni 2008 20:45 uur |           | (details) | 33' Fernando Torres | Ernst Happelstadion, Wenen Toeschouwers: 51.000 Scheidsrechter: Roberto Rosetti |

Groep A:  Zwitserland ·  Tsjechië ·  Portugal ·  Turkije
Groep B:  Oostenrijk ·  Kroatië ·  Duitsland ·  Polen
Groep C:  Roemenië ·  Frankrijk ·  Nederland ·  Italië
Groep D:  Spanje ·  Rusland ·  Griekenland ·  Zweden
DFB · A-internationals · Bondscoaches · Duits vrouwenelftal · Olympisch elftal · Duitsland U21 · Duitsland U20 · Duitsland U19 · Duitsland U18 · Duitsland U17 · Duitsland U16 · Vrouwen U17
1905 – 1919 · 
1920 – 1929 · 
1930 – 1939 · 
1940 – 1949 · 
1950 – 1959 · 
1960 – 1969 · 
1970 – 1979 · 
1980 – 1989 · 
1990 – 1999 · 
2000 – 2009 · 
2010 – 2019 · 
2020 – 2029
EK's: 1972 · 
1976 · 
1980 · 
1984 · 
1988 · 
1992 · 
1996 · 
2000 · 
2004 · 
2008 · 
2012 · 
2016 · 
2020 · 
2024
CC: 1999 · 
2005 · 
2017
WK's: 1934 ·
1938 · 
1954 · 
1958 · 
1962 · 
1966 · 
1970 · 
1974 · 
1978 · 
1982 · 
1986 · 
1990 · 
1994 · 
1998 · 
2002 · 
2006 · 
2010 · 
2014 · 
2018 · 
2022
OS: 1912 ·
1928 ·
1936 ·
2016 ·
2020
Albanië ·
Algerije ·
Argentinië ·
Armenië ·
Australië ·
Azerbeidzjan ·
België ·
Bohemen en Moravië ·
Bolivia ·
Bosnië en Herzegovina ·
Brazilië ·
Bulgarije ·
Canada ·
Chili ·
China ·
Colombia ·
Costa Rica ·
Cyprus ·
DDR ·
Denemarken ·
Ecuador ·
Egypte ·
Engeland ·
Estland ·
Faeröer ·
Finland ·
Frankrijk ·
Georgië ·
Ghana ·
Gibraltar ·
GOS ·
Griekenland ·
Hongarije ·
Ierland ·
IJsland ·
Iran ·
Israël ·
Italië ·
Ivoorkust ·
Japan ·
Joegoslavië ·
Kameroen ·
Kazachstan ·
Koeweit ·
Kroatië ·
Letland ·
Liechtenstein ·
Litouwen ·
Luxemburg ·
Malta ·
Marokko ·
Mexico ·
Moldavië ·
Nederland ·
Nieuw-Zeeland ·
Nigeria ·
Noord-Ierland ·
Noord-Macedonië ·
Noorwegen ·
Oekraïne ·
Oman ·
Oostenrijk ·
Paraguay ·
Peru ·
Polen ·
Portugal ·
Roemenië ·
Rusland ·
Saarland ·
San Marino ·
Saoedi-Arabië ·
Schotland ·
Servië ·
Servië en Montenegro · 
Slovenië ·
Slowakije ·
Sovjet-Unie ·
Spanje ·
Thailand ·
Tsjechië ·
Tsjecho-Slowakije ·
Tunesië ·
Turkije ·
Uruguay ·
Verenigde Arabische Emiraten ·
Verenigde Staten ·
Wales ·
Wit-Rusland ·
Zuid-Afrika ·
Zuid-Korea ·
Zweden ·
Zwitserland
Algerije (1982) · 
Algerije (2014) · 
Argentinië (1986) ·
Argentinië (1990) ·
Argentinië (2006) ·
Argentinië (2014) · 
Australië (2010) ·
België (1980) · 
Brazilië (2002) ·
Brazilië (2014) · 
Chili (1982) ·
Costa Rica (2006) ·
Denemarken (1992) ·
Denemarken (2012) · 
Ecuador (2006) ·
Engeland (1966) ·
Engeland (1982) ·
Engeland (2010) ·
Engeland (2021) ·
Frankrijk (2014) · 
Frankrijk (2021) · 
Ghana (2014) ·
Griekenland (2012) · 
Hongarije (1954, 2) ·
Hongarije (2021) ·
Italië (1982) ·
Italië (2006) ·
Italië (2012) · 
Japan (2022) · 
Kroatië (2008) ·
Mexico (2018) ·
Nederland (1974) ·
Nederland (2012) ·
Oekraïne (2016) ·
Oostenrijk (1982) ·
Oostenrijk (2008) ·
Polen (2006) ·
Polen (2008) ·
Polen (2016) ·
Portugal (2006) ·
Portugal (2008) ·
Portugal (2012) ·
Portugal (2014) ·
Portugal (2021) ·
Servië (2010) ·
Sovjet-Unie (1972) · 
Spanje (1982) ·
Spanje (2008) ·
Spanje (2022) ·
Tsjechië (1996, 2) · 
Tsjecho-Slowakije (1976) ·
Turkije (2008) ·
Verenigde Staten (2014) ·
Zuid-Korea (2018) ·
Zweden (2006)